# Disksnäckor
Disksnäckor (Patulidae) är en familj av snäckor. Disksnäckor ingår i ordningen landlungsnäckor, klassen snäckor, fylumet blötdjur och riket djur.
Familjen innehåller bara släktet Discus.